# جوان لارسون
جوان لارسون (بالإنجليزية: Joanne Larson)‏ هي كاتِبة أمريكية، ولدت في 1956.